# Sonic Rivals 2
Sonic Rivals 2 (с англ. — «Соник: Соперники 2») — видеоигра серии Sonic the Hedgehog в жанрах платформера и гонок, разработанная канадской компанией Backbone Entertainment и Sega Studio USA и изданная Sega. Она была выпущена на портативную консоль PlayStation Portable 13 ноября 2007 года в США, 6 декабря — в Австралии и 7 декабря — в Европе; однако подобно первой части, Sonic Rivals 2 не была выпущена на территории Японии. В России игра вышла 12 декабря, а её дистрибуцией занималась компания «1C-СофтКлаб»; проект локализирован не был.
Sonic Rivals 2 является продолжением игры Sonic Rivals, вышедшей в 2006 году, и, как прошлая часть, сочетает в себе элементы классической серии эпохи Mega Drive/Genesis и гонок. В продолжении было увеличено количество игровых персонажей, добавлен тип уровней «Battle», где могут сразиться друг с другом двое соперников, введён режим «Free Play», где игрок может спокойно исследовать уровень, присутствует кооперативная игра в мультиплеере с использованием одной копии игры и двух PSP, а также внесены некоторые изменения в игровой процесс. Но главная задача игрока не изменилась — как и раньше, необходимо пройти уровень, придя к финишу раньше своего соперника, управляя одним из доступных персонажей: Соником, Тейлзом, Наклзом, Руж, Шэдоу, Метал Соником, Сильвером или Эспио.
Sonic Rivals 2 получила противоречивые оценки от игровой прессы. Среди плюсов перечислялись возвращение к истокам серии, чувство скорости и неплохая графика, однако чрезмерная сложность игры, сюжет и новый режим «Battle» были раскритикованы рецензентами. Несмотря на смешанные отзывы, игра получила статус «бестселлера» и была переиздана под линейками Greatest Hits в Северной Америке и Essentials в Европе. Впоследствии Sonic Rivals 2 вошла в состав двух сборников — Sega Fun Pack: Sonic Rivals 2 & Sega Genesis Collection вместе с Sega Genesis Collection, вышедшем 24 марта 2009 года, и Double Rivals Attack Pack! вместе с Sonic Rivals, вышедшем в 2011 году.

## Игровой процесс

Этап «Frontier Canyon». В верхней части экрана слева направо: счётчик колец, счётчик времени и новая шкала, показывающая сколько колец игрок собрал для активации специальной способности; внизу экрана находится шкала, показывающая в каком отрезке уровня сейчас находятся персонажи; в нижнем правом углу отображается текущая позиция персонажа, в левом — подобранный бонус

По сравнению с первой частью игровой процесс Sonic Rivals 2 не подвергся кардинальным изменениям. Проект выполнен в трёхмерной графике с боковым сайд-скроллингом. Цель игры — персонаж должен обогнать своего соперника и прийти к финишу первым. Всего в Sonic Rivals 2 представлено шесть игровых зон («Blue Coast», «Sunset Forest», «Neon Palace», «Frontier Canyon», «Mystic Haunt» и «Chaotic Inferno»), делящихся на четыре акта, два из которых — обычные уровни-платформеры, на которых и происходит гонка между двумя соперниками, а остальные два — режим «Battle» для сражения между соперниками и уровень с боссом. На пути к финишу встречаются кольца, заменяющие героям очки жизни, препятствия и особые бонусы, помогающие различными образами замедлить противника. Персонажи могут использовать стандартные приёмы, такие как spin dash, spin jump (толчок, с помощью которого можно сбить противника с ног), и, собрав 25 колец, активизировать специальную способность. В конце уровня для победы игроку необходимо пройти через кольцо с синей звездой. Вся информация по выполненным заданиям заносятся в особое меню «Game Summary».
Также в игру был добавлен и совершенно новый контент. Так, персонажей в игре стало больше, и теперь они объединены в четыре команды по два персонажа: это выражается в последовательном прохождении актов двумя разными персонажами команды в режиме истории. Была добавлена новая категория уровней — «Battle», на которых два персонажа находясь на специальной арене могут различными образами сразиться друг с другом. Всего типов соревнований пять: «Knockout», «Tag», «Ring Battle», «King of the Hill» и «Capture the Chao». В «Knockout» противники сражаются между собой до тех пор, пока кто-то первый не нокаутирует другого определённое количество раз. Нокаутом считается нанесение удара персонажу без колец. «Tag» представляет собой стандартные салочки на время: у одного из персонажей в начале игры находится бомба, которую ему нужно перекинуть на другого персонажа с помощью обычного удара. Побеждает тот игрок, у кого при истечении времени отсутствует бомба. В «Ring Battle» необходимо собрать за определённое время больше колец, чем противник, а в «King of the Hill» надо первым собрать определённое количество очков. Очки можно заработать лишь находясь в зоне, освещаемой Омочао, в которую может поместиться лишь один персонаж. Время от времени робот-чао перемещается по уровню, меняя зону для собирания очков. В «Capture the Chao» каждый персонаж имеет свою базу с чао, которая имеет только один вход и выход. Прохождение этого режима устроено по принципу захвата флага — персонаж должен захватить зверька своего соперника и принести его на свою базу, при этом сохранив собственного чао. В «Battle» также присутствует новый режим типа «гонки» — «Laps Race», в которой обычная трасса закольцована таким образом, что после пересечения черты финиша из первой Sonic Rivals, расположенной на середине дороги, игрок возвращается в начало трассы и начинается новый круг. Побеждает тот, кто первым пройдёт определённое количество кругов. Был добавлен режим «Free Play», в котором игрок сможет совершенно спокойно и без каких-либо условий побродить по уровням и пособирать спрятанных чао. Всего в каждом уровне по десять чао.
Как и в оригинале, в сиквеле также присутствует режим мультиплеера, в котором двум игрокам предлагается сразиться друг с другом с помощью локальной беспроводной связи, был разделён на два режима игры: «Wireless Play» и «Game Sharing». Первый режим ничем не изменился с первой части: игроки всё так же могут соревноваться с друг другом, используя две PSP и две копии игры. «Game Sharing» позволяет игрокам обойтись одной копией игры и двумя PSP: сначала один игрок настраивает матч со своей консоли, после чего к ней подключается другой игрок с помощью специальной опции из главного меню консоли. В «Game Sharing» доступны только уровни «Battle» и битвы с боссом. В режиме представлены всё те же три режима: «Single», «Cup Circuit» и «Card Trade». В «Single» игроки могут устроить гонку и поставить в качестве ставки игровые карты. Победивший игрок забирает все карты проигравшего. Второй режим ничем не отличается от своего собрата в одиночной игре, но здесь уже могут участвовать два игрока. В «Card Trade» игрокам даётся возможность обмениваться внутриигровыми коллекционными картами в количестве 150 штук. Помимо этого, игрок может открывать костюмы для персонажей.

## Сюжет

### Персонажи
Sonic Rivals 2 включает в себя восемь игровых персонажей, из них пятеро ранее появившихся в Sonic Rivals (Соник, Шэдоу, Сильвер, Наклз и Метал Соник) и трое новых (Тейлз, Руж и Эспио).
- Ёж Соник. Главная цель — спасти вместе с лисом Тейлзом маленьких питомцев чао. Владеет приёмом «Sonic Boom», который позволяет Сонику бежать в три раза быстрее[10]. Озвучен Джейсоном Гриффитом[англ.][11].
- Майлз «Тейлз» Прауэр. Помогает Сонику найти и спасти чао. Владеет способностью «Tail-copter», которая позволяет лису летать[10]. Озвучен Эми Палант[англ.][11].
- Ехидна Наклз. Объединяется с Руж, чтобы найти вновь пропавший Мастер Изумруд. Он одновременно является другом и соперником Соника. Владеет способностью «Knuckle Slam», которая вызывает шар из огня, поражающий всё на своём пути[10]. Озвучен Дэном Грином[англ.][11].
- Летучая мышь Руж — правительственный шпион, в свободное время занимающаяся кражей ювелирных изделий. Руж объединяется с Наклзом с целью найти Изумруды Хаоса. Владеет способностью «Bat Guard», которая вызывает пять летучих мышей. Они летят на противника если задать им эту команду, хотя часто промахиваются[10]. Озвучена Карен Лин Такетт[англ.][~ 1][11].
- Ёж Шэдоу — высшая форма жизни, творение дедушки Эггмана — профессора Джеральда Роботника. Шэдоу объединяется с Метал Соником, чтобы остановить Эггмана Негу. Владеет способностью «Chaos Control», которая замедляет любого противника[10]. Озвучен Джейсоном Гриффитом[11].
- Метал Соник. Работает с Шэдоу с целью остановить Эггмана Негу. Не владеет личной способностью, поэтому копирует способности своего противника. Этот трюк называется «Copycat»[10]. Вместо голоса издаёт механические звуки.
- Ёж Сильвер — молодой ёж, прибывший из будущего. Сильвер объединяется с Эспио, который получил приказ Вектора расследовать дела об исчезновениях Чао. Владеет способностью «ESP», которая меняет управление любого противника[10]. Озвучен Питом Капеллой[англ.][11].
- Хамелеон Эспио — шпион и ниндзя. Работает с Сильвером с целью найти причину исчезновения чао. Владеет способностью «Chroma Camo», которая делает Эспио невидимым и позволяет проходить сквозь все объекты кроме стен, земли и потолка[10]. Озвучен Дэвидом Уиллсом[11].

Также в качестве неигровых персонажей появляются доктор Эггман (Майк Поллок), его злобный клон из альтернативной реальности Эггман Нега, являющийся главным антагонистом игры (Майк Поллок), финальный босс игры Ифрит, созданная Эггманом Негой обновлённая версия Метал Соника и финальный соперник Метал Соник 3.0 и товарищ Эспио по команде Хаотикс Крокодил Вектор (Дэн Грин). В сюжете игры упоминаются чао, которые появляются в режиме «Free Play», где их можно собирать.

### История
Соник встречается с Тейлзом, который сообщает, что в последнее время стали исчезать чао. Лис подозревает, что за этим стоит доктор Эггман. Наклз, недавно снова потерявший Мастер Изумруд, встречает Руж, которая (как потом выяснилось) украла Изумруды Хаоса. Руж предлагает привести ехидну к учёному. В это время Эспио на острове получил сообщение от крокодила Вектора, который велел ему расследовать дела об исчезновениях чао. Вектор подозревает, что к этому может быть причастен Сильвер, и приказывает своему шпиону тайно проследить за ежом. Шэдоу сталкивается с Метал Соником, у которого из динамиков слышится голос учёного с просьбой помочь ему в предотвращении уничтожения мира.
Шэдоу, Метал Соник, Сильвер и Эспио выясняют, что под видом доктора Эггмана снова скрывается Эггман Нега. На этот раз безумный учёный планирует выпустить на свободу некое ужасное и опасное существо из другого измерения по имени Ифрит. Для этого Эггман Неге нужно собрать семь Изумрудов Хаоса, чтобы открыть портал который выпустит монстра из другого измерения, а также чао, чтобы накормить ими Ифрита тем самым придав ему сил. Несмотря на попытки помешать антагонисту собрать все изумруды, портал успешно открывается и с шестью изумрудами, и лишь маленьким питомцам удаётся убежать от доктора. Герои не отчаиваются и проходят через портал, в надежде закрыть его изнутри, следуя за улучшенной копией Метал Соника, отправленного в измерение Эггманом Негой для пробуждения Ифрита. Роботу не удаётся остановить персонажей, и в итоге они сражаются с самим монстром и побеждают.
Соник интересуется состоянием Тейлза, разум которого до этого был взят под контроль Ифритом. Лис отвечает, что он в порядке. Соник предлагает вернуться в сад чао и отдохнуть, но его друг считает, что сначала нужно найти Эггмана. Ёж не видит причины для его поиска, так как все питомцы спасены, а монстр повержен. Тейлз соглашается с мнением своего компаньона, и они вместе отправляются домой. В это время Наклз спрашивает Руж, в порядке ли она, так как её разум, как и у друга Соника, захватил Ифрит, чтобы натравить её на ехидну. Она отвечает положительно. Наклз раздосадован тем, что так и не нашёл Мастер Изумруд. Руж предполагает, что он мог быть у Эггмана, а затем видит, что детектор изумрудов был сломан. Наклз замечает, что в нём находится Мастер Изумруд. Руж отвлекает своего напарника и хватает Мастер Изумруд. Разъярённый Наклз бросается за ней вдогонку.
Сильвер и Эспио собираются покинуть измерение Ифрита, но Эггман Нега зовёт их на помощь, так как его ноги завязли в щебне и он не может пошевелиться. Герои, однако, не помогают доктору освободиться. Сильвер благодарит Эспио за помощь и возвращается в будущее. В это время к хамелеону обращается Вектор, у которого наладилась связь. Он спрашивает, действительно ли серебряный ёж стоял за исчезновением чао. Эспио отвечает, что да, но хочет кое-что уточнить, однако его начальник перебивает его. Шпион пытается что-нибудь ответить, а Вектор начинает злиться, заявляя что их клиент заплатил заранее, а все деньги уже потрачены за аренду их офиса, однако хамелеон его уже не слушает. Тем временем Шэдоу и Метал Соник думают как выбраться из измерения Ифрита, так как портал в их мир уже закрылся. Шэдоу говорит, что мог бы воспользоваться Хаос Контролем, чтобы выбраться отсюда, если бы у него был Изумруд Хаоса. Услышав это, робот начинает разрывать себя на куски и достаёт из себя Изумруд Хаоса. Тут ёж понимает, что портал в измерение Ифрита открылся потому, что седьмой необходимый для этого изумруд всё это время был в Метал Сонике. Он берёт изумруд и с помощью него возвращает себя и своего напарника в родной мир.

## Разработка и выход игры
После выпуска Sonic Rivals и получения игрой статуса «бестселлера», хоть и с неоднозначными оценками от критиков, 20 июня 2007 года был анонсирован сиквел Sonic Rivals 2. Разработкой занималась канадская компания Backbone Entertainment. При создании продолжения в команде учитывали отзывы о прошлой части, и решили исправить недочёты Sonic Rivals в её сиквеле. Разработчики называли главными проблемами слишком «реактивный» игровой процесс и слишком сильные «наказания» за промахи в прохождении, а также малый уровень реиграбельности. Для этого создатели в сиквеле ограничили количество ям и остальных препятствий и добавили новые режимы игры: «Battle» и «Free Play», а также произвели некоторые другие изменения в игровом процессе. Но из-за того, что времени отведённого на разработку сиквела было меньше, чем при работе над первой частью, создатели не смогли включить в игру некоторые изначально запланированные нововведения: поддержку онлайн-мультиплеера, возможность участия в гонке сразу четырёх персонажей, общую галерею карт между первой игрой и Sonic Rivals 2 (игроки смогли бы перенести карты из Sonic Rivals в Sonic Rivals 2), а также два новых типа бонусов.
Как и к предыдущей игре, музыку к Sonic Rivals 2 написал Крис Резансон. В записи треков также участвовал Дзюн Сэноуэ, гитарист группы Crush 40 и автор большого количества песен ко многим играм серии Sonic the Hedgehog. В отличие от Sonic Rivals, для её сиквела была создана вокальная композиция под названием «Race To Win», исполненная Тедом Поли, который ранее исполнял песни и в нескольких других играх серии. Хоть альбом, включающий в себя композиции из игры, не был выпущен, песня «Race To Win» была включена в альбом-сборник History Of Sonic Music 20th Anniversary Edition, изданный 7 декабря 2011 года.
Sonic Rivals 2 был продемонстрирован на выставке San-Diego Comic-Con 2007. В демонстрационной версии игры был доступен только уровень «Sunset Forest» и три персонажа: Соник, Тейлз и Наклз. За несколько дней до выставки, демоверсию опробовали и журналисты GameSpot, однако эта версия несколько отличалась набором персонажей от той, что была показана на выставке: в ней вместо Наклза присутствовал Шэдоу. Также было сказано, что в игре точно появятся Соник, Тейлз, Шэдоу, Метал Соник, Наклз и Сильвер, и будут добавлены трое новых персонажей, которых не было в предыдущей части.
Sonic Rivals 2 вышла 13 ноября 2007 года в США и 7 декабря — в Европе. Игра на территории Японии не выпускалась. В России игра вышла 12 декабря 2007 года. 24 марта 2009 года был выпущен сборник Sonic Rivals 2 и Sega Genesis Collection под названием Sega Fun Pack: Sonic Rivals 2 & Sega Genesis Collection. 18 октября 2011 года вышел сборник Sonic Rivals 2 и предыдущей игры, Sonic Rivals, под названием Double Rivals Attack Pack!.

## Восприятие
| Сводный рейтинг    | Сводный рейтинг |
| Агрегатор          | Оценка          |
| ------------------ | --------------- |
| GameRankings       | 63,05 %         |
| Metacritic         | 60/100          |
| MobyRank           | 60/100          |
| Иноязычные издания |                 |
| Издание            | Оценка          |
| 1UP.com            | C-              |
| Eurogamer          | 7/10            |
| GameRevolution     | D               |
| GameSpot           | 5/10            |
| GameSpy            | [ 43 ]          |
| GamesRadar+        | 5/10            |
| GameZone           | 6/10            |
| IGN                | 6,5/10          |
| PALGN              | 5,5/10          |
| VideoGamer         | 7/10            |

Как и первая часть, Sonic Rivals 2 получила смешанные оценки критиков. На Metacritic игра получила 60 баллов из 100 возможных и 63,05 % от GameRankings. Основными проблемами Sonic Rivals 2 различные обозреватели называли сложности игрового процесса, сюжетный режим и новый режим «Battle». Среди хороших черт игры назывались чувство скорости и возвращение к истокам серии. Несмотря на противоречивые отзывы со стороны критиков, позднее платформер был переиздан под линейками Greatest Hits и Essentials — серией переизданий игр-бестселлеров по сниженной цене.
В рецензии от GameSpy критик Дэвид Чепмен из плюсов игры отметил добавление альтернативных путей и отсутствие ям, некоторые вариации режима «Battle», вроде «Tag» и «King of the Hill», графику и режим мультиплеера. Минусами игры он назвал слабый сюжет, в целом неудавшийся новый режим «Battle», а также плохое сочетание быстрого игрового процесса с маленьким экраном портативной консоли. В итоге Чепмен поставил 3,5 баллов из 5 возможных и назвал игру «заслуживающим доверия возвращением к корням Соника».
Рецензентка из Eurogamer Элли Гибсон сравнивала Sonic Rivals 2 с оригинальными играми серии, и также отметила возвращение к истокам, что она оценила как самую главную из хороших черт игры, но ей не понравились режим «Battle», бои с боссами, ограниченность режима мультиплеера и сложность прохождения. «…Есть много игроков, которые будут наслаждаться подобным вызовом, но скорее всего это оставит младших игроков в ярости», — заявила она. Подводя итог рецензии, Гибсон похвалила игру, назвав её такой же волнующей и весёлой, как и первые игры серии.
Представитель сайта IGN Сэм Бишоп из плюсов отметил хорошую графику, которая передаёт чувство скорости, и присутствие альтернативных маршрутов на уровнях. Однако, среди недостатков критик называет прежде всего режим «Battle» и «болезненные» диалоги, а также музыкальное сопровождение игры. В своём итоге Бишоп замечает: «Несмотря на недостатки Sonic Rivals 2, по крайней мере есть потенциал, чтобы создать по-настоящему достойную гоночную игру о Сонике».
Однако не все критики были довольны игрой. Обозреватель из Game Revolution Дэвид Супина полностью раскритиковал игру, от ужасного сюжета, до кошмарного игрового процесса. Также недовольству подверглись битвы с боссами, которые критик, как и всё в игре, назвал «никакущими». Делая выводы о игре, Супина заявил фанатам серии, что она не стоит денег и посоветовал после прочтения обзора забыть о Sonic Rivals 2, поставив ранг D. Джеймс Мильке из 1UP.com главную проблему игры выразил перефразировав популярную среди игроков фразу: «Press Right to Win» (рус. Нажми «Вправо», чтобы победить). По мнению критика, игра особо ничего не предлагает, кроме как бежать вправо иногда нажимая кнопку X для прыжка. Также не вызывали удовольствия сложность игры, сюжет и режим «Battle», хотя рецензент похвалил режим «Capture the Chao». Заканчивая обзор Sonic Rivals 2, Мильке назвал причиной низкого ранга C- недостаточное вдохновение в дизайне игры, а также задался вопросом: «как далеко зайдёт Sega в доении сониковской франшизы?».